# Giusy Ferreri
Pour les articles homonymes, voir Ferreri.
 (juillet 2022).
La mise en forme du texte ne suit pas les recommandations de Wikipédia : il faut le « wikifier ».
Les points d'amélioration suivants sont les cas les plus fréquents. Le détail des points à revoir est peut-être précisé sur la page de discussion.
- Les titres sont pré-formatés par le logiciel. Ils ne sont ni en capitales, ni en gras.
- Le texte ne doit pas être écrit en capitales (les noms de famille non plus), ni en gras, ni en italique, ni en « petit »…
- Le gras n'est utilisé que pour surligner le titre de l'article dans l'introduction, une seule fois.
- L'italique est rarement utilisé : mots en langue étrangère, titres d'œuvres, noms de bateaux, etc.
- Les citations ne sont pas en italique mais en corps de texte normal. Elles sont entourées par des guillemets français : « et ».
- Les listes à puces sont à éviter, des paragraphes rédigés étant largement préférés. Les tableaux sont à réserver à la présentation de données structurées (résultats, etc.).
- Les appels de note de bas de page (petits chiffres en exposant, introduits par l'outil «  Source ») sont à placer entre la fin de phrase et le point final[comme ça].
- Les liens internes (vers d'autres articles de Wikipédia) sont à choisir avec parcimonie. Créez des liens vers des articles approfondissant le sujet. Les termes génériques sans rapport avec le sujet sont à éviter, ainsi que les répétitions de liens vers un même terme.
- Les liens externes sont à placer uniquement dans une section « Liens externes », à la fin de l'article. Ces liens sont à choisir avec parcimonie suivant les règles définies. Si un lien sert de source à l'article, son insertion dans le texte est à faire par les notes de bas de page.
- La présentation des références doit suivre les conventions bibliographiques. Il est recommandé d'utiliser les modèles {{Ouvrage}}, {{Chapitre}}, {{Article}}, {{Lien web}} et/ou {{Bibliographie}}. Le mode d'édition visuel peut mettre en forme automatiquement les références.
- Insérer une infobox (cadre d'informations à droite) n'est pas obligatoire pour parachever la mise en page.

Pour une aide détaillée, merci de consulter Aide:Wikification.
Si vous pensez que ces points ont été résolus, vous pouvez retirer ce bandeau et améliorer la mise en forme d'un autre article.
Giusy Ferreri, de son vrai nom Giuseppa Gaetana Ferreri, née le 17 avril 1979 à Palerme, est une chanteuse italienne. Elle a participé à la première saison italienne de l'émission The X Factor.

## Biographie
(juillet 2022).
- Si vous ne connaissez pas le sujet, laissez ce bandeau (vous pouvez alors contacter les auteurs).
- Si vous supprimez le contenu mis en cause (vous pouvez préalablement contacter les auteurs),

argumentez précisément cette suppression dans la page de discussion
(un manque de référence n'est pas un argument ; une recherche réelle de référence doit avoir été effectuée, être formellement documentée).

### Les débuts
Après avoir étudié pendant l'adolescence le piano, le chant et la guitare (de manière autodidacte), en 1993, elle fait partie de cover bands avec lesquels elle fait des concerts dans des genres différents (principalement grunge, rock, rock sudiste, rock psychédélique, country et blues). Elle compose ses chansons en même temps. En 2002 elle est l'auteur avec les AllState51 d'une chanson chill-out du titre Want to be, pour la compilation Chillout masterpiece.
Trois ans après, en  2005, elle publie avec le pseudonyme Gaetana (le nom de sa grand-mère maternelle) son premier single avec le BMG intitulé Il party : "un message de paix, égalité et liberté." Le single comprend Linguaggio immaginario dans lequel émerge un style d'auteure de textes de chansons, bizarre et introspectif. Le même que l'on retrouve dans Senza promesse, L'incantatore, Il vento, Pensieri, Pareti tacere, etc., des inédits que Giusy publie sur son MySpace en révélant ses capacités expressives multiples qui effleurent parfois le dark[Quoi ?].
Elle écrit un livre romancé dans lequel elle interprète les visages les plus extrêmes de la société : le livre est encore inédit[Quand ?]. Elle travaille comme caissière à temps partiel dans un supermarché tout en continuant son activité de musicienne et d'auteure.

### X Factor
En 2008 elle participe aux auditions pour la première saison italienne de The X Factor, où elle est remarquée par Simona Ventura, qui la propose comme new entry du septième épisode pour la catégorie 25+ : Giusy interprète Remedios, une chanson de Gabriella Ferri, et elle gagne grâce aux votes du public, entrant ainsi dans le programme.
Au cours des épisodes elle interprète souvent quelques chansons des années '60 et '70, italiennes et étrangères, en faisant des interprétations assez originales, basées sur son timbre vocal qui est souvent comparée à celui d'Amy Winehouse, bien que Giusy maintienne une approche différente de la musique et de la scène même. Entre les cover les plus réussis, nous rappelons, au-delà au Remedios, aussi Ma che freddo fa de Nada, These Boots Are Made for Walkin' de Nancy Sinatra et Bang bang, présenté dans le dernier épisode du programme, avec une partie en anglais, portée au succès de Cher en 1966, et une partie en italien, dans la version de Dalida. Dans le cours de la transmission, elle chante avec Loredana Bertè la chanson E la luna bussò.
En outre, comme chaque finaliste de The X Factor devait présenter un inédit pour le dernier épisode, Giusy laisse de côté l'idée de proposer son inédit pour présenter Non ti scordar mai di me, écrite pour elle par Roberto Casalino avec la collaboration de Tiziano Ferro. Giusy se place seconde, derrière le groupe Aram Quartet, qui triomphent par contre en gagnant le contrat de 300 000 € avec le Sony BMG.

### Le succès

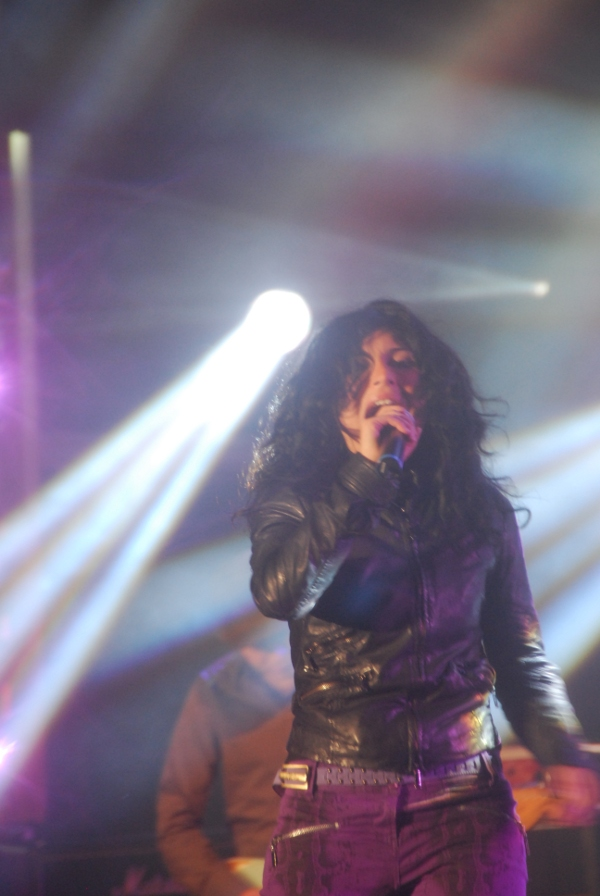
Giusy Ferreri (2009)

Terminée l'émission elle se classe numéro 1 sur iTunes, tout d'abord avec son interprétation de Remedios, insérée dans le X Factor Compilation, et puis surtout avec Non ti scordar mai di me, aussi publié sur support physique du Sony BMG, avec les autres inédits des finalistes. Non ti scordar mai di me débute à la #2 de la Top Digital Download Fimi et Remedios à la #7, dans la même semaine, pendant que la semaine suivante Non ti scordar mai di me conquiert la première place.
Le 27 juin 2008 est publié Non ti scordar mai di me, un maxi avec six chansons entre lequel le single homonyme et les reprises de Remedios de Gabriella Ferri, Che cosa c'è de Gino Paoli, La bambola de Patty Pravo, Ma che freddo fa de Nada et Insieme a te non ci sto più de Caterina Caselli. Toutes ces reprises sont chantées à X Factor. Le maxi saute immédiatement à la première place des albums plus vendus sur l'iTunes Store. Tous les autres chansons du maxi ont conquis le Top 40 des singles plus vendus, toujours sur l'iTunes Store.
Depuis le 30 juin il est transmis le vidéoclip de Non ti scordar mai di me, vainqueur à novembre 2008 au Prix Vidéoclip Italien comme "meilleur vidéo d'une artiste émergent".
Le maxi, déjà disque d'or seules avec les réservations (au-delà 40 000 copies) encore avant de sa sortie le 27 juin, débute directement à la numéro 1, confirmé pour bien onze semaines consécutives, de la liste des albums FIMI : un résultat très important pour une émergent jamais consolidé par les classements excellents du single Non ti scordar mai di me entre les single digitaux (seize fois au #1), et entre les singles les plus transmis par les radio (#1 du Music Control).
À quinze jours de la sortie, le maxi est certifié disque de platine. Pendant qu'à le début d'août, le maxi devient double disque de platine avec au-delà 200 000 copies vendues. À la dîme semaine en liste atteint les 250 000 copies en conquérant le triple disque de platine. Les estimes parlent actuellement d'au-delà 300,000 copies vendues, en certifiant ainsi le quatre disque de platine.
Le 16 juillet 2008 est récompensé au Venice Music Awards quel "chanteuse révélation de l'an", le 6 septembre gagne le prix comme "meilleure révélation de l'an" à la manifestation Notes Italiennes dans le Monde organisé depuis Radio Italia et le 25 septembre Giusy reçoit le prix comme "talent vocal de l'an" au Meeting des Étiquettes Indépendantes 2008.
Le 17 octobre sort Più di me, album d'Ornella Vanoni en lequel est présent la chanson Una ragione di più chantée avec Giusy.

### Gaetana, le premier album
Le 7 août 2008 entre en étude d'enregistrement pour enregistrer le premier album d'inédits, du titre Gaetana. L'album se sert de la collaboration de Tiziano Ferro, qui chante avec Giusy la chanson L'amore e basta !, Roberto Casalino, Sergio Cammariere et Linda Perry, qui écrit les chansons La scala (The ladder) e Cuore assente (The la la song). Il y a entre autres quatre chansons écrits par Giusy, les inédits Pensieri, In assenza, Piove et une nouvelle version de Il party.
Le premier single extrait de l'album, intitulé Novembre, il a été lancé en radio et en toutes les plateformes web digitaux et mobile le 17 octobre. Il a atteint la #1 de la liste d'iTunes en dépassant artistes comme Tiziano Ferro e Laura Pausini, il a débuté à la #1 du Top Digital Download Fimi en maintenant la numéro 1 pour cinq semaines, et il a atteint la #1 de l'airplay radiophonique.
L'album sorti le 14 novembre, il a atteint la numéro 1 sur iTunes déjà une semaine avant de la messe en vente grâce à la possibilité de réservation de l'album et il a débuté 2e de la liste FIMI, 20e des Albums Top 100 en Suisse et 21e de la United Albums Chart. Gaetana aurait été vendu à 600 000 exemplaires environ.[réf. souhaitée]

## Discographie

### Disques
- 2008 - Gaetana (2009 en France)
- 2009 - Fotografie
- 2011 - Il Mio Universo
- 2014 -  L’attesa
- 2017 - Girotondo

#### Ep
- 2008 - Non ti scordar mai di me

### Singles
| Année | Single                            | Album                    |
| ----- | --------------------------------- | ------------------------ |
| 2005  | Il party                          | -                        |
| 2008  | Non ti scordar mai di me          | Non ti scordar mai di me |
| 2008  | Novembre                          | Gaetana                  |
| 2009  | Stai Fermo Lì                     | Gaetana                  |
| 2009  | La scala (The Ladder)             | Gaetana                  |
| 2009  | Ma il cielo é sempre più blu      | Fotografie               |
| 2010  | Come pensi possa amarti           | Fotografie               |
| 2010  | Il mare verticale                 | Fotografie               |
| 2011  | Il mare immenso                   | Il mio universo          |
| 2011  | Piccoli dettagli                  | Il mio universo          |
| 2011  | Noi brave ragazze                 | Il mio universo          |
| 2014  | Ti porto a cena con me            | L'attesa                 |
| 2014  | La bevanda ha un retrogusto amaro | L'attesa                 |
| 2014  | Inciso sulla pelle                | L'attesa                 |
| 2015  | Volevo te                         | Hits                     |
| 2016  | Come un'ora fa                    | Hits                     |
| 2017  | Fa talmente male                  | Girotondo                |
| 2017  | Partiti adesso                    | Girotondo                |

### Collaborations
- 2008 - Una ragione di più - (duo avec Ornella Vanoni)
- 2008 - L'amore e basta! - (duo avec Tiziano Ferro)
- 2009 - Noi sulla città - (duo avec Claudio Baglioni)
- 2010 - Rivincita - (duo avec Marracash)
- 2016 - Roma-Bangkok - (duo avec Baby K)
- 2017 - L'amore mi perseguita (duo avec Federico Zampaglione)

### Prix décernés
- 4 disques platines pour les EP Non ti scordar mai di me FIMI
- 7 disques platines pour le premier album Gaetana FIMI
- 1 disque diamant pour le premier album Gaetana FIMI
- 1 disque or pour le premier album Gaetana IFPI
- 1 prix chanteuse révélation de l'an au Venice Music Awards en 2008
- 1 prix meilleur révélation de l'an au Notes Italiennes dans le Monde en 2008
- 1 prix talent vocal de l'an au M.E.I. en 2008
- 1 prix meilleur vidéo d'une artiste émergent au Prix Vidéoclip Italien en 2008